# 雅努阿里娅
雅努阿里娅（英語：Ianuaria）。古罗马时代凯尔特人所尊奉的女性神灵之一，在凯尔特神话中具有重要的影响与意义。现已在欧洲发现多件以其作为表现对象的艺术作品。

## 扩展阅读
- Dictionary of Celtic Myth and Legend. Miranda Green. Thames and Hudson Ltd. London. 1997